# 2371 Димитров
2371 Димитров (2371 Dimitrov) — астероїд головного поясу, відкритий 2 листопада 1975 року.
Тіссеранів параметр щодо Юпітера — 3,501.